# دانيال شميت
دانيال شميت (باليابانية: シュミット・ダニエル) (3 فبراير 1992 في سبرينغفيلد في الولايات المتحدة – )؛ هو لاعب كرة قدم كان يلعب كحارس مرمى.

## وصلات خارجية
- دانيال شميت على موقع رابطة كرة القدم اليابانية للمحترفين (اليابانية)
- دانيال شميت على موقع إي إس بي إن إف سي (الإنجليزية)
- دانيال شميت على موقع قاعدة بيانات كرة القدم.إي يو (الإنجليزية)
- دانيال شميت على موقع ليكيب (الفرنسية)
- دانيال شميت على موقع ناشيونال فوتبول تيمز (الإنجليزية)
- دانيال شميت على موقع Soccerbase.com (لاعب) (الإنجليزية)
- دانيال شميت على موقع Soccerway.com (الإنجليزية)
- دانيال شميت على موقع عالم كرة القدم.نت (الإنجليزية)